# Vino de Bolivia

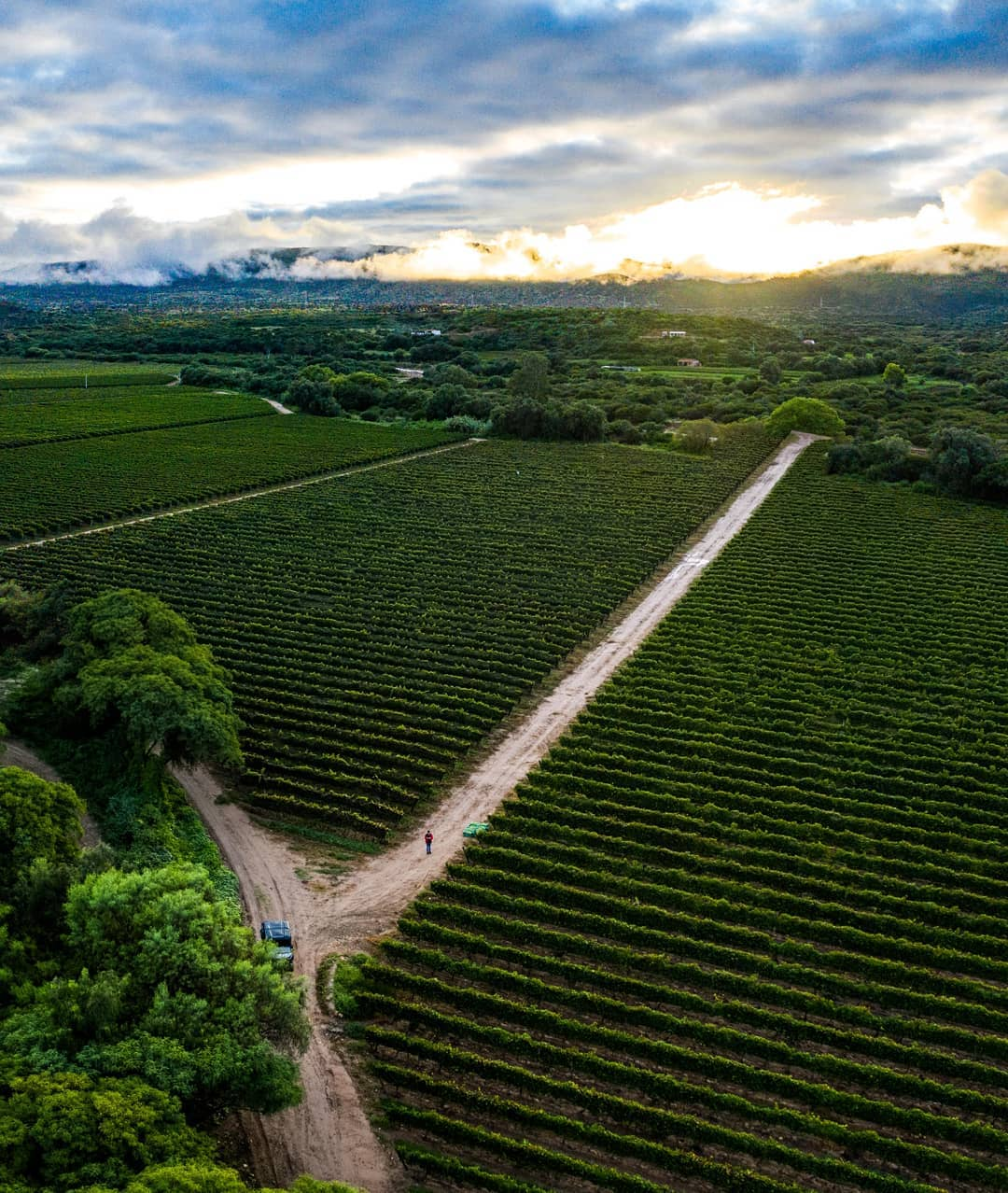
Vista aérea de los viñedos en Tarija, Bolivia

El vino de Bolivia cuenta con una larga tradición centenaria que data desde principios del siglo XVI. El vino boliviano es único en el mundo, ya que la uva es cultivada entre los 1.700 y 2.400 metros sobre el nivel del mar, lo cual permite que esta gane riqueza aromática debido a una exposición más intensa a los rayos ultravioletas que en otras regiones del planeta. Esta característica hace que los vinos producidos en Bolivia sean distintos y tengan identidad propia.
La industria de uvas, vino y singani en Bolivia mueve más de 140 millones de dólares al año, que representan un aporte del 0,5% al producto interno bruto (PIB) del país. Además esta industria genera más de 5.000 fuentes de empleo directo e indirecto a nivel nacional con 4.200 familias que viven de este rubro.
Desde su instauración en 2016, el Día Nacional del Vino y el Singani se celebra en el país cada último viernes de febrero.

## Historia

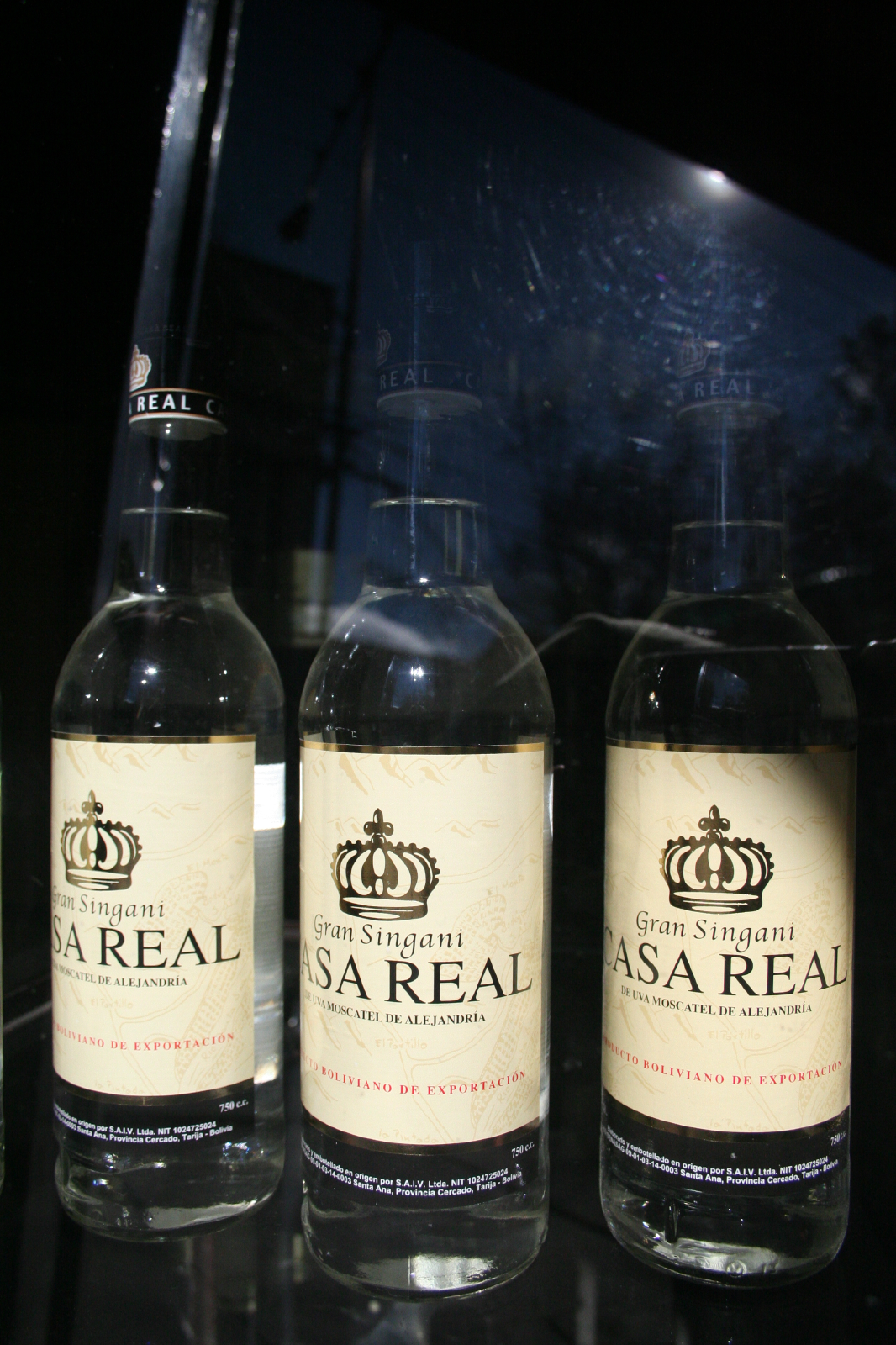
Botellas de singani, producido únicamente en Bolivia.

### Historia del vino en América
Los conquistadores españoles encontraron vides silvestres en América como la Vitis rupestris, Vitis labrusca y Vitis berlandieri en el norte de la Nueva España. Pero formalmente el cultivo fue iniciado por los españoles en la isla La Española donde la vid llegó en uno de los viajes de Cristóbal Colón.
Años después Hernán Cortés fue el principal promotor del cultivo de la uva, ordenando traer de la isla de Cuba semillas y plantas de la Vitis vinífera proveniente de España, siendo la Nueva España el primer sitio de la América continental en cultivarse viñedos y producirse vinos para consumo.
El 20 de marzo de 1524, Hernán Cortés firmó un decreto donde se ordenaba que todos los españoles con encomiendas debían plantar anualmente mil viñas españolas y autóctonas por cada cien indígenas a su servicio para lograr una hibridación rápida en las nuevas tierras.
luego este territorio pasa a llamarse Virreinato de Nueva España y de ahí es donde se propagara por América Central y el oeste de Norteamérica (California).
Francisco Pizarro, conquistador del Imperio incaico hace lo suyo introduciendo la vid en el Virreinato del Perú, cuna de la vitivinicultura sudamericana donde se propagó a Bolivia, Argentina, Chile y parte del Paraguay. Años más tarde la vinicultura se propagó a toda América del Sur.

### Historia del vino boliviano
La historia del vino boliviano comienza con la llegada de la uva a Bolivia en el siglo XVI. Los viñedos llegaron al país a través del Perú, siendo las primeras plantaciones en la población del Valle de Tarija en el actual valle subandino del sur de Bolivia. La presencia de viñedos con cepas en Tarija la proporciona el fundador de la Villa de San Bernardo de la frontera de Tarixa y Tarija la Vieja (Luis de Fuentes y Vargas), que en un informe, realizado en la ciudad de La Plata, del año 1589, indica acerca de la restitución sus propiedades en el valle tarijeño:

"...y un hato de 4.000 ovejas. Junto a la villa, a orillas 
del Guadalquivir, tenía una viña de veinte mil cepas..."

Y posteriormente, en el año 1590, permuta unas tierras en Tolomosa, en el documento menciona:

"el ancón de que llaman Tolomosa camino del 
valle de Chaguaya" por "un pedazo de tierra en el llano de viñas en la villa".

Siendo así las referencias más antiguas de los viñedos en Bolivia, posteriormente se extendieron hacia el norte. También se dice que las primeras cepas de vid fueron plantadas en la Viña de San Pedro Mártir, en el Valle de Cinti, en el actual departamento de Chuquisaca.
La primera industrialización de la vid en el país se inició en el año 1925 cuando se estableció la primera bodega en San Pedro, próxima a Camargo en el departamento de Chuquisaca, cuyos propietarios eran las familias Ortiz y Patiño. Esta empezó con la fabricación del singani que a diferencia del vino es sometido a un proceso de destilación. Luego surgieron las bodegas El Rancho, San Remo y otras. La Revolución de 1952 impulsó una reforma agraria y la creación de cooperativas en Cinti, lo que revitalizó la producción de vino en Bolivia.
Durante la década de 1970 comenzó el proceso de industrialización del vino en Bolivia, instalándose la industria principalmente en el sur del país, produciéndose inicialmente vino común tinto y blanco.

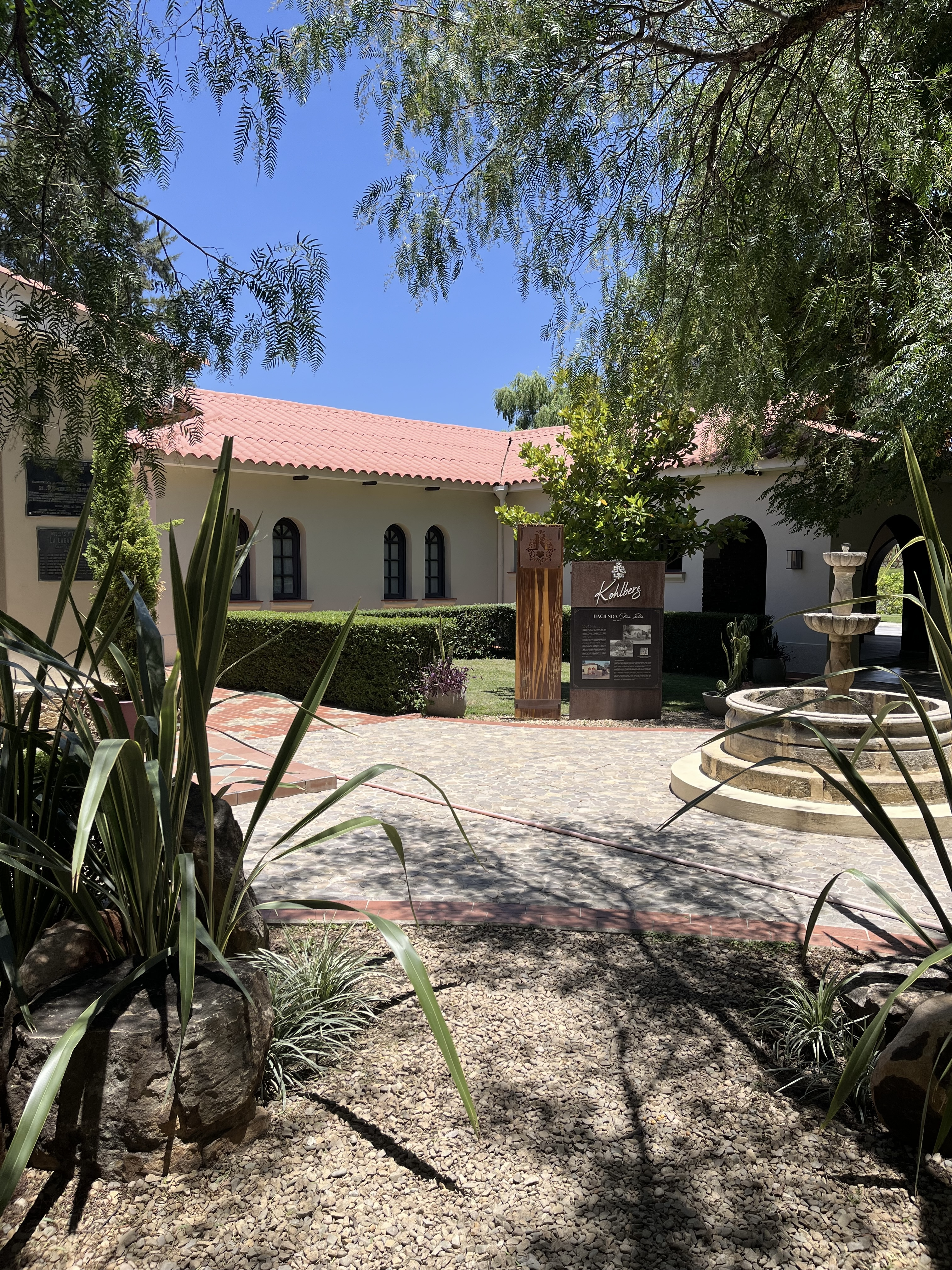
Hacienda Don Julio, en la zona de viñedos cerca a Tarija.

En el año 1982 el sector vitivinícola boliviano tocó fondo debido a la importación de tecnología y cepas, que llevaron enfermedades a las vides cultivadas, pero en el año 1986, gracias a los esfuerzos del gobierno y de otros organismos, se creó el Centro Vitivinícola Nacional. Los pioneros en la elaboración de vinos y singanis en el país fueron Julio Kohlberg y Franz Kuhlmann.
En 2018 ingresó por primera vez un vino boliviano a la colección del Museo Cité du Vin en Burdeos, considerado el sitial más importante de los vinos del mundo.
En los últimos años se realizaron importantes inversiones para traer al país las mejores variedades de vid, produciéndose hoy en día variedades de vino tinto como Cabernet Sauvignon, Malbec, Barbera y Merlot; en vino blanco se tiene Riesling, Franc Colombard y Chardonnay.

## Tipos de vino

### Vinos tintos
- Varietales de Cabernet Sauvignon, Merlot, Malbec, Tannat y Barbera

### Vinos blancos
- Varietales de Riesling, Franc Colombard, Chardonnay, Sauvignon Blanc, entre otros vinos.

## Producción y exportación
La superficie total cultivada dedicada a la uva en Bolivia es de 4.960 ha, con una producción aproximada de 20 millones de botellas de vino al año (2023).
En 1998, la exportación de los vinos Campos de Solana dio inicio a la exportación del vino boliviano al mundo, comenzando con envíos a Alemania y Estados Unidos. Hoy en día los vinos bolivianos llegan a varios países de Europa, Japón y Norteamérica. Al 2023, solo un 2% de la producción boliviana de vinos es exportado.

## Calidad

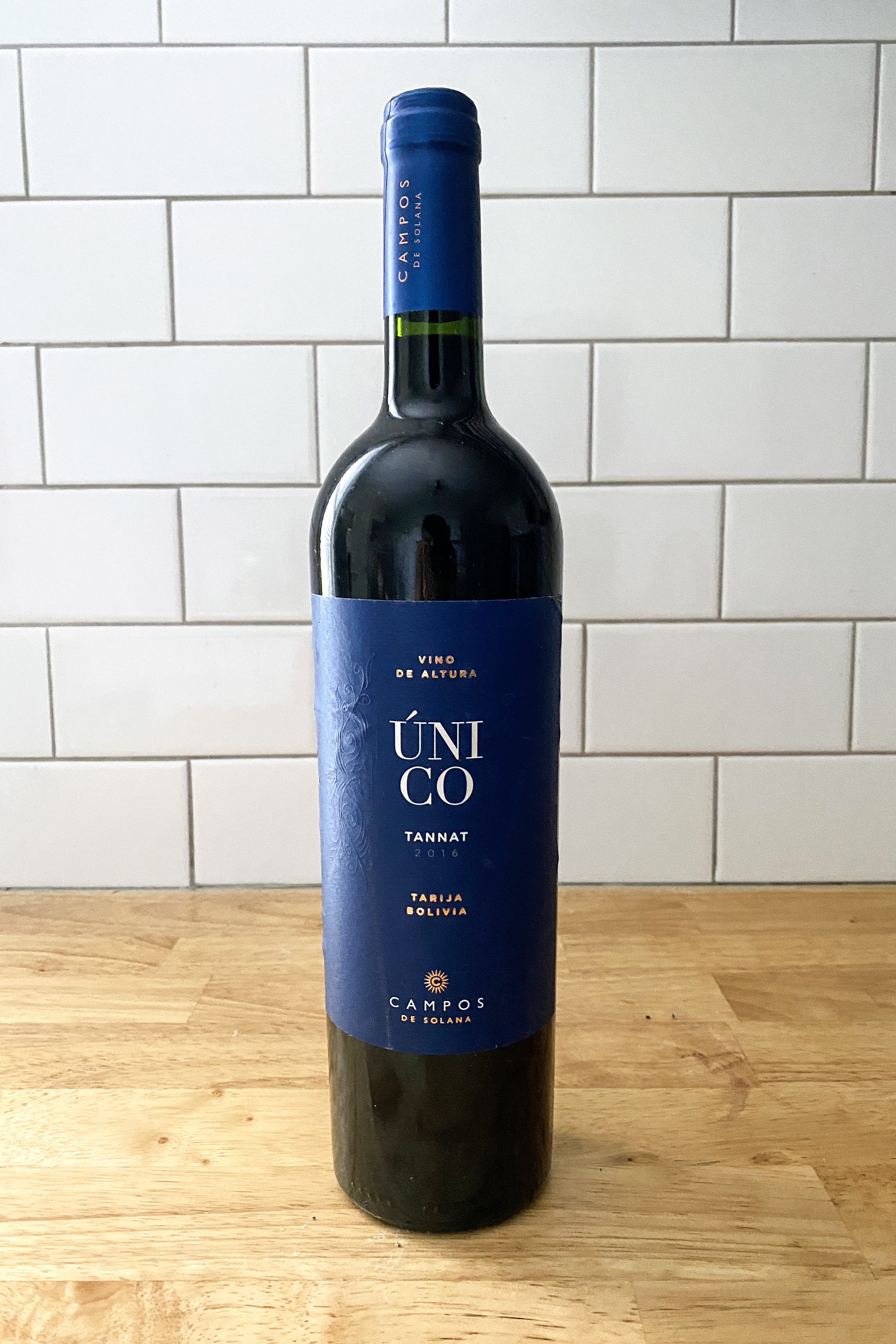
Vino Tannat boliviano

El vino boliviano goza de una característica única a nivel mundial, y es que se encuentra asentada en un área donde la altura oscila entre los 1.500 a 3.000 m s. n. m., mientras que la gran mayoría de viñedos en el mundo no pasan los 550 m s. n. m. Esto permite aprovechar la ventaja de una mayor concentración de aromas y sabores, como de flavonoides (antioxidantes) y colores.
Uno de los mayores logros del vino nacional se dio cuando el singani boliviano Casa Real, de los valles de Santa Ana con uva Moscatel de Alejandría, fue elegido como el “Mejor Destilado” del mundo en el concurso Vinalies Catad’Or de América Latina realizado en Chile y organizado por la Unión de Enólogos de Francia el año 2009, superando así al pisco, orujos o grapas italianas.
En 2019, los vinos Esther Ortiz, Tannat Único y Trivarietal de la bodega Campos de Solana fueron galardonados con la medalla de oro en el concurso Vinalies Internacional de Francia, uno de los más prestigiosos a nivel global que es organizado desde hace más de veinticinco años por los Enólogos de Francia, donde participaron más de 1000 muestras de 55 países en este certamen.

## Turismo
Hace aproximadamente diez años con el auge de la empresa vitivinícola en el país, se iniciaron las primeras actividades en el Valle Central de Tarija lo que se denomina “Turismo del Vino” o “Enoturismo”, el cual en principio implicaba la visita y recorrido por distintas bodegas, sean estas con tecnología de punta o aquellas que aún mantienen prácticas tradicionales de elaboración de vinos y singani o ambas. Bajo la iniciativa de distintas empresas vitivinícolas se formó la Ruta del Vino y Singani de Altura. En esta se puede conocer además de las bodegas y viñedos, el Valle de la Concepción y la ruta del lago que se encuentran a 25 kilómetros de la ciudad de Tarija.